# Dyscia rungsi
Dyscia rungsi är en fjärilsart som beskrevs av Claude Herbulot 1981. Dyscia rungsi ingår i släktet Dyscia och familjen mätare. Inga underarter finns listade i Catalogue of Life.